# Giovan Battista Borghesi
Pour les articles homonymes, voir Borghesi.
Ne pas confondre avec Giovanni Ventura Borghesi (1640-1708), peintre italien du XVIIe siècle

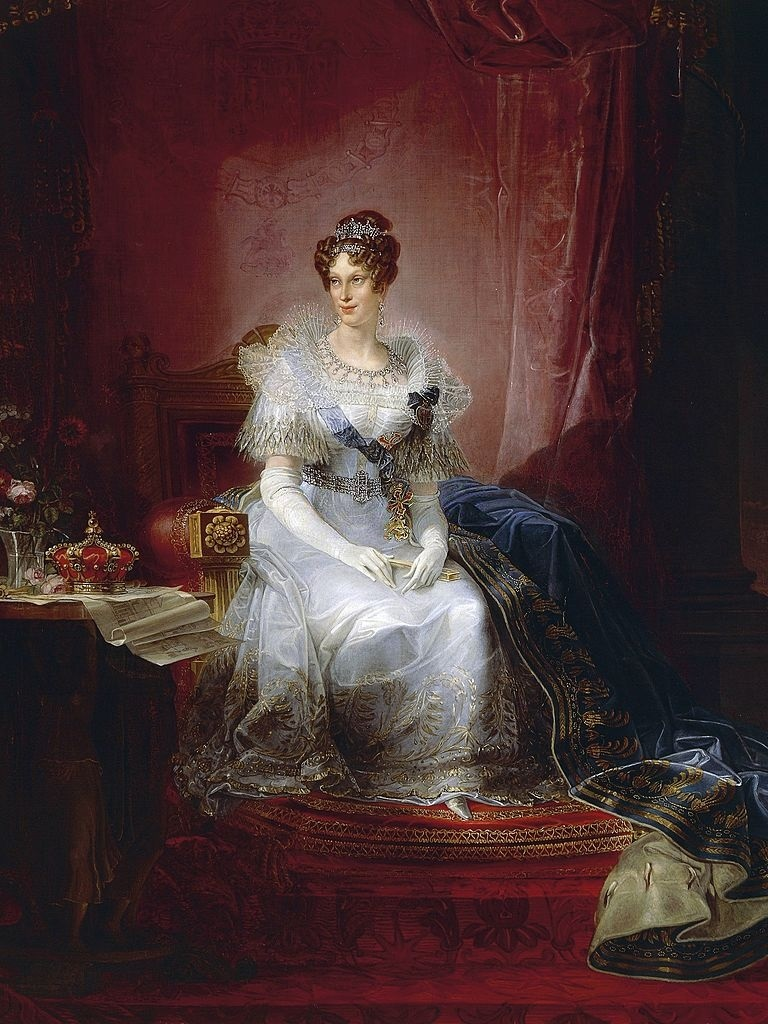
Marie-Louise de Parme, « La bonne duchesse », œuvre majeure de Borghesi (1839)

Giovan Battista Borghesi, ou Giovanni Battista Borghesi ou Giambattista Borghesi (né le 25 novembre 1790 à Parme, dans le duché de Parme et mort le 25 novembre 1846 dans la même ville), est un peintre italien de la première moitié du XIXe siècle.

## Biographie
Giovan Battista Borghesi est formé auprès de l'école de peinture de Biagio Martini. Parmi ses premiers travaux, on trouve les fresques La morte di Ettore et La fuga delle vestali, réalisées dans la maison de son oncle, Pietro Borghesi. Vers 1815, dans le Palais ducale de Colorno un Homère qui explique l'Iliade (œuvre qui est détruite) et des décorations des plusieurs pièces. Dans l'église de Santa Margherita à Colorno, il peint Madonna col Bambino e i Santi.
Après avoir réalisé des peintures dans différentes églises de Parme, dont un Sant'Antonio Abate dans l'église de Sant'Ulderico, en 1822, il peint un grand retable ovale avec la Sainte Trinité dans l'oratoire de la Trinité des Rossi, qui devient très populaire et lui vaut une bourse avec laquelle il se rend à Rome en 1823. Il y reste deux ans et peint des scènes pour la Teatro Argentina. Sur le chemin du retour à Parme, il s'arrête à Pérouse et à Florence, où il réalise plusieurs tableaux, dont un Ritratto della Fornarina et un Ritratto di Galileo inspirée par des œuvres similaires de Raphaël et Sustermans.
En 1830, il est nommé professeur de peinture à l'Académie des beaux-arts de Parme. Il réalise des restaurations de fresques du Parmigianino à Fontanellato, puis, ce qui sont considérés comme ses chefs-d’œuvre : le portait de la duchesse Marie-Marie (conservé à la galerie nationale de Parme), la voûte et le rideau du nouveau Teatro Regio et la voûte de la troisième salle de la Biblioteca Palatina.
Il meurt à Parme à 56 ans, une rue de la ville lui est dédiée.

## Sources
- (it) Cet article est partiellement ou en totalité issu de l’article de Wikipédia en italien intitulé « Giovan Battista Borghesi » (voir la liste des auteurs).